# Billboard Music Awards 2001
Die Billboard Music Awards 2002 wurden am 9. Dezember 2002 in der MGM Grand Garden Arena in Paradise, Nevada verliehen.

## Gewinner und Nominierungen
Die Gewinner stehen als erstes und in Fettschrift.
| Artist of the Year | Female Artist of the Year |
| --- | --- |
| - Destiny’s Child - Jennifer Lopez - Nelly - Shaggy | - Destiny’s Child - Dido - Alicia Keys - Jennifer Lopez - Janet Jackson                                                          |
| Male Artist of the Year | Artist of the Year – Duo/Group                                                                                                   |
| - Shaggy - Ja Rule - Lenny Kravitz - Nelly | - Destiny’s Child - 112 - Lifehouse - Train                                                                                      |
| New Artist of the Year | Album of the Year |
| - Lifehouse - Dream - Alicia Keys - Linkin Park | - The Beatles – 1 - Backstreet Boys – Black & Blue - Shaggy – Hotshot - Various Artists – Now That’s What I Call Music! Vol. 5   |
| Male Albums Artist of the Year | Hot 100 Single of the Year |
| - Shaggy - Ja Rule - Tim McGraw - Nelly | - Lifehouse – Hanging by the Moment - Janet Jackson – All for You - Alicia Keys – Fallin’ - Train – Drops of Jupiter (Tell Me)   |
| Hot 100 Singles Artist of the Year | Male Hot 100 Singles Artist of the Year                                                                                          |
| - Destiny’s Child - Janet Jackson - Jennifer Lopez - Matchbox Twenty | - Shaggy - Ja Rule - Jay-Z - Lenny Kravitz - Nelly                                                                               |
| Female Hot 100 Singles Artist of the Year | Hot 100 Singles Artist of the Year – Duo/Group                                                                                   |
| - Destiny’s Child - Dido - Janet Jackson - Alicia Keys - Jennifer Lopez | - Destiny’s Child - 112 - Lifehouse - Matchbox Twenty                                                                            |
| R&B/Hip-Hop Artist of the Year | Female R&B/Hip-Hop Artist of the Year                                                                                            |
| - R. Kelly - Ja Rule - Jay-Z - Musiq Soulchild | - Alicia Keys - Missy Elliott - Eve - Aaliyah                                                                                    |
| New R&B/Hip-Hop Artist of the Year | R&B/Hip-Hop Album of the Year |
| - Alicia Keys - Jaheim - Ludacris - Musiq Soulchild | - Aaliyah – Aaliyah - Alicia Keys – Songs in A Minor - Shaggy –Hot Shot - Musiq Soulchild – Aijuswanaseing (I Just Want to Sing) |
| R&B/Hip-Hop Single of the Year | Country Artist of the Year |
| - R. Kelly feat. Jay-Z – Fiesta - Case – Missing You - Jagged Edge feat. Nelly – Where the Party At - Musiq Soulchild – Love                                                | - Tim McGraw - Kenny Chesney - Toby Keith - Travis Tritt                                                                         |
| Male Country Artist of the Year | Country Album of the Year |
| - Tim McGraw - Kenny Chesney - Toby Keith - Travis Tritt | - Tim McGraw – Greatest Hits - Faith Hill – Breathe - OST – Coyote Ugly - OST – O Brother, Where Art Thou?                       |
| Country Single of the Year | Modern Rock Artist of the Year                                                                                                   |
| - Brooks & Dunn – Ain’t Nothing ’Bout You - Kenny Chesney – Don’t Happen Twice - Toby Keith – You Shouldn’t Kiss Me Like This - Travis Tritt – It’s a Great Day to Be Alive | - Linkin Park - Fuel - Incubus - Staind                                                                                          |
| Modern Rock Single of the Year | Rock Artist of the Year |
| - Incubus – Drive - Lifehouse – Hanging by a Moment - Staind – It’s Been Awhile - Tool – Schism                                                                             | - Godsmack - 3 Doors Down - Linkin Park - Staind                                                                                 |
| Rock Single of the Year | Rap Artist of the Year |
| - Incubus – Drive - Fuel – Hemorrhage (In My Hands) - Godsmack – Awake - Staind – It’s Been Awhile - Tool – Schism                                                          | - Lil Romeo - City High - Lil' Bow Wow - Outkast                                                                                 |
| Rap Single of the Year | Century Award |
| - Lil Romeo – My Baby - City High – What Would You Do? - Lil Bow Wow – Bow Wow (That’s My Name) - Outkast – Ms. Jackson                                                     | - John Mellencamp |
| Artist Achievement Award | Biggest one-week sales for an album in 2001                                                                                      |
| - Janet Jackson | - *NSYNC – Celebrity |
| Special award for first four albums debuting at No. 1 | |
| - DMX | |